# Kurimany
Kurimany es un municipio del distrito de Levoča en la región de Prešov, Eslovaquia, con una población estimada a final del año 2024 de 390 habitantes.
Se encuentra ubicado al suroeste de la región, cerca del río Hernád (cuenca hidrográfica del río Tisza) y de la frontera con la región de Košice.

## Demografía
| Año        | 1994 | 2004    | 2014    | 2024    |
| ---------- | ---- | ------- | ------- | ------- |
| Población  | 347  | 367     | 369     | 390     |
| Diferencia |      | +5,76 % | +0,54 % | +5,69 % |

| Año        | 2023 | 2024    |
| ---------- | ---- | ------- |
| Población  | 383  | 390     |
| Diferencia |      | +1,82 % |